# 3809 Amici
3809 Amici eller 1984 FA är en asteroid i huvudbältet som upptäcktes den 26 mars 1984 av San Vittore-observatoriet i Bologna. Den är uppkallad efter den italienska astronomen Giovanni Battista Amici.
Asteroiden har en diameter på ungefär 8 kilometer.